# 新庄 (雲林縣斗南鎮)
新庄，是台灣雲林縣斗南鎮的一個傳統地域名稱，位於該鎮東部。相較於今日行政區，其範圍大致包括將軍里西北半部不含新厝子聚落南側地帶、東明里不含東北端、新光里不含省道台1線以西地區及田頭埤溪以北地區。

## 歷史
台灣清治末期至日治初期，新庄地區為一街庄，稱為「新庄」，隸屬於他里霧堡。該庄北與田頭庄為鄰，東與九老爺庄、溝仔垻庄為鄰，東南邊為溫厝角庄，西南邊至西邊為阿丹庄、舊社庄、他里霧庄，西北邊為小東庄。
1901年（日治明治三十四年）11月，全台廢縣廳改設二十廳，該庄隸屬於斗六廳。1903年（明治三十六年）6月，該庄編入「他里霧區」，隸屬於斗六廳。1909年（明治四十二年）10月，合併二十廳為十二廳，他里霧區改隸屬於嘉義廳。1920年（大正九年），全台地方制度大改正，廢十二廳改設五州二廳，該庄改制為「新庄」大字，隸屬於臺南州斗六郡斗南庄。1940年，斗南庄升格為斗南街。
戰後斗南街改制為斗南鎮，隸屬於臺南縣，大字亦改制為里。1950年10月，雲、嘉、南分治，斗南鎮改隸屬雲林縣。

## 聚落
本地區發展較早的聚落有北勢仔、新厝藔、新庄、將軍崙、烏瓦磘（成功）等，在日治期初期的官方地圖上已有記載。此外，本地區尚有水尾庄聚落。

## 交通
台鐵縱貫線是台灣西部南北鐵路幹線，大致以東北微東—西南微西走向轉東北—西南走向經過新庄地區。東北側最近的車站是斗六車站，屬一等站，除部分普悠瑪號、自強號外，其餘列車皆停靠；西南側最近的是斗南車站，屬二等站，停靠部分自強號及全部的莒光號及區間車。由此等可前往台鐵沿線各站。
國道1號又稱「中山高速公路」，是貫穿台灣西部的兩條縱向高速公路之一，大致以東北微北—西南微南走向經過本地區西北部邊界外不遠處。最近的交流道是縣道158號交會處的斗南交流道。由此可快速前往國道1號沿線各地。
省道台78線即「東西向快速公路－台西古坑線」，是雲林縣境內的東西向快速公路，大致以西微南—東微北走向轉西北微—東微南走向經過本地區南端。境內未設交流道，西側最近的是省道台1線交會處的斗南交流道，東側最近的是省道台3線交會處的古坑交流道。由此等向西可前往虎尾南部、土庫、元長北部、東勢、台西等地；向東可前往高厝林子頭的東側端點（古坑端）並止於國道3號古坑系統交流道。
省道台1線（延平路一段）又稱「縱貫公路」，是台北至屏東楓港的傳統平面幹道，大致以東北微北—西南微南走向由本地區北部邊界西側入境後，至本地區西部邊界北側轉南微東沿邊界而行，經縣道158號（可通往國道1號斗南交流道）終點路口後轉南南東，經省道台1丁線起點路口後入境一小段路旋即出境。由該道路前東北微北可前往虎尾東北部、莿桐西南部、西螺、溪州等地，向南南東轉南南西可前往斗南市區、大埤東部、大林、溪口東部等地。
省道台1丁線（光華路、雲林路三段）是莿桐經斗六至斗南的幹道，其南側端點（終點）位於本地區西北部凸出部分西側邊界南段的省道台1線路口（斗南市區北郊）。由此向東轉東南東經高架橋跨越鐵路後再轉東北微東，出境後可前往九老爺北端、保長廍西南部、保長廍與大潭交界地帶、斗六市區、斗六與海豐崙交界地帶、保長廍東北部、竹圍子西南端、大埔尾、樹子腳西南端、莿桐市區南側並止於省道台1線路口另一路口。
縣道158號（大業路）是海口至石榴班（實際終點在北勢仔）的道路，其東側端點（終點）位於本地區西北部凸出部分西側邊界北段的省道台1線路口（北勢仔聚落西側）。由此向西南西出境後轉西北西可前往國道1號斗南交流道、虎尾、土庫中部、褒忠、東勢、台西等地。
縣道158甲線（忠孝路、將軍路、古坑路）是台西鄉崙子頂至竹山鎮桶頭的道路，大致以西北微西—東南微東走向由本地區西部邊界中央偏北處入境後，轉東南進入將軍崙聚落，於聚落內轉東北東再轉南南東再轉東北東至聚落東側，轉東南微東出聚落後再轉東南，經省道台78線高架橋下後於本地區東南部的南側邊界出境。由該道路向西北微西可前往斗南市區、土庫、褒忠、東勢北部、台西等地；向東南可前往溫厝角、古坑市區、水碓東南端、高厝林子頭東南部、桶頭並止於其中部偏北的縣道149號路口。
縣道158乙線（永光路）是斗南鎮小東至古坑鄉永光（實際終點在麻園）的道路，大致以西北微北—東南微南走向轉西微南—東微北走向再轉西北微北—東南微南走向再轉北向南再轉西北西—東南東走向再轉西北—東南走向經過本地區西部、西南部及南部邊界外不遠處。由該道路向西北微北可前往小東並止於其西部邊界處的縣道158號路口；向東南微東可前往阿丹、麻園並止於省道台3線路口。
鄉道雲82線（文安路、正福路、光榮路、新庄路、成功路、無名道路、瓦厝路）是北勢至溝垻的道路，其西側端點（起點）位於本地區西北部西側邊界文安國小旁的省道台1線路口（北勢仔聚落西南側）。由此向東北東繞彎道轉東南東，至鄉道雲82-1線起點路口轉南微東，至光榮路路口轉東南微東再轉東北東，至路底轉南南東再轉東南微南，過鐵路平交道、省道台1丁線路口後續行，至烏瓦磘（成功）進入聚落蜿蜒而行，至瓦厝路轉東南再轉東出境後，可前往溝子垻並止於鄉道雲193線路口。
鄉道雲82-1線是北勢至田頭的道路，其西南側端點（起點）位於本地區西北部北勢仔聚落南側東端的鄉道雲82線路口。由此向東北東繞彎道轉東北出境後，可前往田頭並止於鄉道雲80線路口。
鄉道雲185-1線是烏瓦磘至將軍崙的道路，其東北側端點（起點）位於本地區東部偏南烏瓦磘（成功）聚落的雲82線路口。由此向南南西蜿蜓而行，過石牛溪善進橋後轉西南西再轉西南，可前往將軍崙聚落並止於縣道158甲線路口。

## 學校
- 文安國小